# Сумеречное зрение
Су́меречное зре́ние — механизм восприятия света зрительной системой человека, действующий в условиях освещённости, промежуточной по отношению к тем, при которых действуют ночное и дневное зрение.
Осуществляется с помощью функционирующих одновременно палочек и колбочек при значениях яркости фона, лежащих в диапазоне между 0,01 и 10 кд/м2.
Синоним: мезопическое (от др.-греч. μέσος — средний, промежуточный и ὤψ — взгляд, вид) зрение.
Д. Джадд и Г. Вышецки так описывают освещение, при котором действует сумеречное зрение:
Сумерки — это диапазон освещения, который простирается от освещения, создаваемого излучением неба при солнце, опустившемся больше, чем на несколько градусов за горизонт, до освещения, которое дает поднявшаяся высоко в ясное небо луна в половинной фазе. К сумеречному зрению относится и видение в слабо освещенном (например, свечами) помещении.
Поскольку в осуществлении сумеречного зрения участвуют и палочки, и колбочки, то в формирование спектральной зависимости светочувствительности глаза свой вклад вносят рецепторы обоих типов. При этом вместе с изменением яркости фона происходит изменение относительного вклада палочек и колбочек, соответственно изменяется и спектральная зависимость светочувствительности. В частности, при уменьшении освещенности происходит уменьшение чувствительности к длинноволновому (красному) свету и увеличение — к коротковолновому (синему).
Таким образом, в отличие от случаев ночного и дневного зрения, для сумеречного зрения невозможно ввести какую-либо единую стандартизованную функцию, описывающую спектральную зависимость светочувствительности глаза.
По изложенным причинам при изменении яркости фона происходят и изменения восприятия цвета. Одним из проявлений таких изменений является эффект Пуркинье.
Очки с жёлтыми линзами (жёлтые очки) улучшают зрение в сумерках и пасмурную погоду, но бесполезны в ночное время.